# ロバート・スミッソン

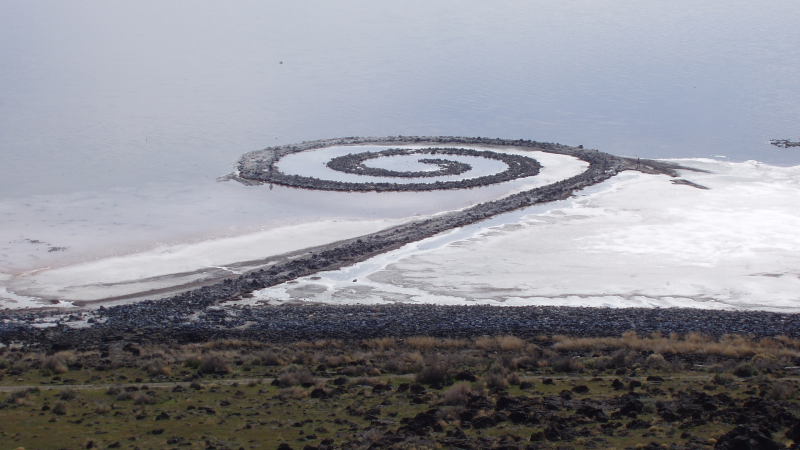
代表作『スパイラル・ジェティ』（Spiral Jetty）、ユタ州のグレートソルト湖で6500トンの岩、土砂、塩を使い造られた

ロバート・スミッソン (Robert Smithson、1938年1月2日 - 1973年7月20日）は、アメリカ合衆国ニュージャージー州パサイック生まれの現代美術家。ランド・アート（アースワークス）と呼ばれる美術の潮流にかかわり重要な作品を残した。

## 初期の作品
スミッソンはニューヨークのアート・スチューデンツ・リーグで絵画と素描を学んだ。彼が最初に発表した作品群は、ビーフケーキ・マガジン（beefcake magazines、筋骨隆々とした男性の肉体美を収録したフィットネス誌などで、その主な読者はしばしばゲイであった）のホモエロティックなイラストや写真、SF雑誌のイラスト、初期のポップアートなどに強い影響を受けたコラージュであった。
当初彼は自らを画家であるとしていたが、3年間の活動休止の後、1964年にミニマルアートの旗手として美術界で頭角を現した。活動再開後のスミッソンの作品群は初期の作品に共通して見られた肉体への関心を放棄しており、その代わりにガラス板やネオン管を使い、光の反射や鏡像などを追求していた。『Enantiomorphic Chambers』などはその代表作である。スミッソンの主な関心事は、結晶の構造やエントロピーの概念へと変わり、『Alogon 2』などこの時期の作品にその影響がうかがえる。スミッソンはミニマリストとされる美術家や、「プライマリー・ストラクチャーズ」の運動に関わっている美術家たち、例えば後に妻となるナンシー・ホルト、ドナルド・ジャッド、ロバート・モリス、ソル・ルウィットらとの親交を深めた。また彼は評論家として、アルゴリズムなどを芸術に適用すること（ジェネレーティブアート）に関心を持ち、そうした内容の評論や批評を「アーツマガジン」誌や「アートフォーラム」誌に寄稿し、この時期には作家としてよりも評論家としての知名度を高めた。彼は評論内で18世紀から19世紀にかけての造園設計などのランドスケープ・アーキテクトについても振り返っており、これは後の彼自身の作品に重要な影響を与えている。
この時期、スミッソンは美術商ヴァージニア・ドゥワンが経営するドゥワン・ギャラリー（Dwan Gallery）と契約した。以後ドゥワンはスミッソンの制作の熱心な後援者となった。

## ランドアート
1967年、スミッソンはニュージャージー州の工業地帯の探索を開始し、掘り出された何トンもの土や岩をダンプトラックが運んでゆく光景に魅せられ、これと古代の記念碑とを等しくみなすような小論を書いている。ここからスミッソンは、特定の場所から持ってきた土砂や岩をギャラリーの中に「彫刻」として置き、時として鏡やガラスを加えるインスタレーション『non-sites』のシリーズを開始した。1968年9月には小論『精神の沈降：アース・プロジェクト』（A Sedimentation of the Mind: Earth Projects）を「アートフォーラム」に発表してランド・アートの最初の世代の芸術家達の活動紹介を行い、1969年にはアースワークス作品の制作にとりかかった。

### 理論家としての活動
作品のみならず、スミッソンは多数の理論や批評を残した。『A Heap of Language』は紙上の作品で、言語の物質性を見せようと模索した。論文『Incidents of Mirror-Travel in the Yucatan』では、ユカタン半島周辺を移動しながら、特定の位置に鏡による作品を一時設置していった旅（『ユカタン半島でのミラーの転置』）の記録である。紀行文であり、批評に関する反芻的思考でもあるこの文は、スミッソンが作品の要として「一時的」（temporal）なもの、一時的にしか存在しないということに関心を持っていたことを浮かび上がらせる。

### 一時的なもの
スミッソンの「一時的」なものごとに対する関心は、「ピクチュアレスク」という理念を振り返る評論を通して深められた。1973年に執筆された『フレデリック・ロー・オルムステッドと弁証法的風景』（Frederick Law Olmsted and the Dialectical Landscape）は、ホイットニー美術館で開催されたセントラル・パークの設計者フレデリック・ロー・オルムステッドについての展覧会『フレデリック・ロー・オルムステッドのニューヨーク』（Frederick Law Olmsted's New York）を見て書かれた評論で、この展覧会を19世紀後半のセントラル・パーク設計に関する文化的・一時的コンテクストと見た。スミッソンはセントラル・パーク予定地の古写真を検討し、1970年代のニューヨーカーにとっては本能的に明白な、複雑で「自然な」セントラルパークのランドスケープをオルムステッドが造る前に存在した、人々にとっては価値がないと見られていた荒れた風景を再発見した。スミッソンは、広く普及しているセントラル・パークの理念に対し、これをニューヨーク市街の常に変貌している風景のなかで、変化に乏しく静的な関係しかもたない、ランドスケープ・アーキテクチャーにおける19世紀の時代遅れなピクチャレスクの美学と述べてこれに挑んだ。
スミッソンは18世紀から19世紀のピクチャレスクに関する書物を読み、サイト・スペシフィシティ（場所固有であること）の問題、弁証法的風景の層としての人間による介入、経験に基づく多様性、ピクチャレスクな風景に明白にみられるデフォルメの価値観などを論じた。さらにスミッソンはこの論考の中で、ピクチャレスクなものを区別するのは、それが実際の土地に基づくものであると述べた。スミッソンは、公園は「物理的な地域に存在する、進行中の関わりの過程」として存在することを述べ、セントラル・パークにが1970年代までの間に、オルムステッドの設計よりも風化し、植物が大きくなり、人間の活動による新しい介入（ゴミ、落書きなど）の層が重なる風景になったことに興味を示している。スミッソンは放置され荒らされた風景に「美」は見出さないが、これを人間と風景の間で絶えず変化する関係を示すものとして見た。彼は、セントラルパークの池を浚うというプロセス・アートの提案により、公園の動的な変化の中に自分自身を挿入することを目指した。
彼は、ピクチュアレスクな風景の中にある、反美学的で動的な関係の範囲の中の、奇形で醜悪なものに特に魅せられた。彼は「『アース・アート』にとって最適の場所（サイト）は、産業や、配慮のない都市化や、自然自らによる破壊によって混乱している場所である」と述べている。18世紀における「田園的」や「崇高」の特徴づけでは、地面の傷のようなものは均されてしまい、より美学的に心地よい地形に変えられてしまうだろうが、スミッソンの場合は、こうしたデフォルメのようなものが風景の視覚的な側面になる必要はないことになる。彼にとっては、自然にできたかまたは人間が作った一時的な傷のほうがより重要ということになり、オルムステッドの公園設計もこの地に介入した人間活動の一部ということになる。
オルムステッドが自作に取り入れた18世紀・19世紀のピクチュアレスクの議論を再び読むことで、スミッソンは反美学的・反形式主義的な理論の流れを露呈させ、ピクチュアレスクの理論的枠組みが物理的な風景とその一時的な文脈との間の弁証法であることを示し、これらの再解読と再評価でセントラルパークに近代美術およびランドスケープ・アーキテクチャーとしての重要性を意味付けられるとしている。スミッソンや他のアースワークの芸術家に対する「工兵のごとく土地を切ったり掘ったりしている」という批判に対し、彼はそうした意見は「土地に対する直接の有機的操作の可能性を無視している」と攻撃し、「われわれの風景の中にある矛盾に背を向ける」と述べている。

### サイトについて
その他の論文では、スミッソンは美術作品とその環境の関係を探り、「サイト」（site）と「ノン・サイト」（non-site）の概念を導き出した。「サイト」は特定の野外の場所に置かれた作品で、「ノン・サイト」は美術館やギャラリーなど、置ける場所ならどこにでも置ける作品を指す。スミッソンの代表作『スパイラル・ジェティ』（Spiral Jetty）はサイトの作品の代表例で、一方スミッソンには特定の場所を写した写真（空中写真など）や地図などからなる「ノン・サイト」の作品もあり、しばしば元あった場所から移動させた物（石や土など）とともに展示された。1970年に制作された『スパイラル・ジェティ』は、ユタ州のグレートソルト湖にある長さ1500フィートの土砂・岩石・塩でできた長い突堤で、先端が渦巻状になっている。制作年の湖の水位が非常に低かったため、湖の水面が元通りに上昇する年には完全に水没する。
1973年7月20日、スミッソンはテキサス州でのプロジェクト『Amarillo Ramp』の予定地を調査していたときに、飛行機の墜落で死亡した。彼の早すぎる死や残る作品の少なさにもかかわらず、スミッソンの作品は現在も高く評価されている。